# Ганс-Йоахім Ябс
Ганс-Йоахім Ябс (нім. Hans-Joachim Jabs; 14 листопада 1917, Любек — 26 жовтня 2003, Люденшайд) — німецький льотчик-ас нічної винищувальної авіації, оберстлейтенант люфтваффе. Кавалер Лицарського хреста Залізного хреста з дубовим листям.

## Біографія
В грудні 1936 року вступив в люфтваффе. Після завершення льотної підготовки в березні 1938 року зарахований в 1-ї групи 253-ї бомбардувальної ескадри. 1 листопада 1938 року переведений в 1-у групу 144-ї винищувальної ескадри, а потім — в 6-у ескадрилью 76-ї ескадри важких винищувачів. Учасник Французької кампанії. Першу перемогу здобув 12 травня 1940 року, збивши «Гок». 29 травня у бою над Дюнкерком здобув свої 5-ту та 6-ту перемоги. Загалом у боях над Францією здобув 7 перемог, збивши 5 французьких літаків та 2 британські «Спітфайри». З 14 серпня 1940 року виконував обов'язки командира своєї ескадрильї. 4 вересня в районі Гастінгса збив «Спітфайр» і «Гаррікейн». Загалом у ході битви за Британію (до 15 вересня 1940) збив 8 «Спітфайрів» та 4 «Гаррікейни». 1 листопада 1941 року переведений в 9-у ескадрилью 3-ї ескадри нічних винищувачів. Першу нічну перемогу здобув в ніч на 26 серпня 1942 року, збивши під час нальоту на Бремен «Стірлінг». З листопада 1942 року — командир 11-ї ескадрильї, з 1 серпня 1943 року — 4-ї групи 1-ї ескадри нічних винищувачів. 3 серпня 1943 року здобув свою 40-у перемогу, а 3 листопада збив «Галіфакс» та «Ланкастер». В січні 1944 року рахунок перемог Ябса досяг 45. З 1 березня 1944 року — командир 1-ї ескадри нічних винищувачів. Одночасно здійснював і денні вильоти проти винищувачів супротивника: в тому числі 19 квітня 1944 року збив 2 «Спітфайри» і, хоча сам був підбитий, зміг дотягнути до свого аеродрому. В ніч на 22 лютого 1945 року збив останні літаки (це були «Ланкастери»).
Всього за час бойових дій здійснив 710 бойових вильотів та збив 50 літаків супротивника, з них 28 вночі. На рахунку Ябса 29 бомбардувальників і 21 винищувач, в тому числі 12 «Спітфайрів» та 4 «Гаррікейни».
Після закінчення війни спочатку займався бізнесом, а потім працював радником муніципалітету в Райнфельді.

## Звання
- Фанен-юнкер (1936)
- Фанен-юнкер-єфрейтор (1937)
- Фанен-юнкер-унтерофіцер (1937)
- Фенріх (1937)
- Оберфенріх (1938)
- Лейтенант (1939)
- Оберлейтенант (1940)
- Гауптман (1 березня 1943)
- Майор (1 травня 1944)
- Оберстлейтенант (1 листопада 1944)

## Нагороди
- Нагрудний знак пілота
- Залізний хрест
  - 2-го класу (15 травня 1940)
  - 1-го класу (28 травня 1940)
- Лицарський хрест Залізного хреста з дубовим листям
  - лицарський хрест (1 жовтня 1940) — за 19 перемог.
  - дубове листя (№430; 24 березня 1944) — за 45 перемог.
- Авіаційна планка винищувача-перехоплювача в золоті
- Авіаційна планка нічного винищувача в золоті з підвіскою «600»
- Почесний Кубок Люфтваффе (23 березня 1943)
- Німецький хрест в золоті (31 серпня 1943)
- Нарукавна стрічка «Крит» (1943)